# Rozoy-Bellevalle
Pour les articles homonymes, voir Rozoy.
Rozoy-Bellevalle est une commune française située dans le département de l'Aisne, en région Hauts-de-France.

## Géographie
Rozoy-Bellevalle est située dans le département de l'Aisne, à vol d'oiseau à 72,8 km au sud de la préfecture de Laon, et à 14,2 km au sud de la sous-préfecture de Château-Thierry. Elle se trouve à 81,1 km à l'est de Paris.
La commune est limitrophe avec cinq communes, L'Épine-aux-Bois (4,2 km), Viffort (4,3 km), Montfaucon (4,4 km), Dhuys-et-Morin-en-Brie (4,8 km) et Viels-Maisons (5,1 km).
|               | Montfaucon       | Viffort                                                     |
|               | Rozoy-Bellevalle | Dhuys-et-Morin-en-Brie (Cne deléguée de Fontenelle-en-Brie) |
| Viels-Maisons | L'Épine-aux-Bois |                                                             |

### Hydrographie
La commune est située dans le bassin Seine-Normandie. Elle est drainée par le fossé 01 des Maisons Maquet,,.

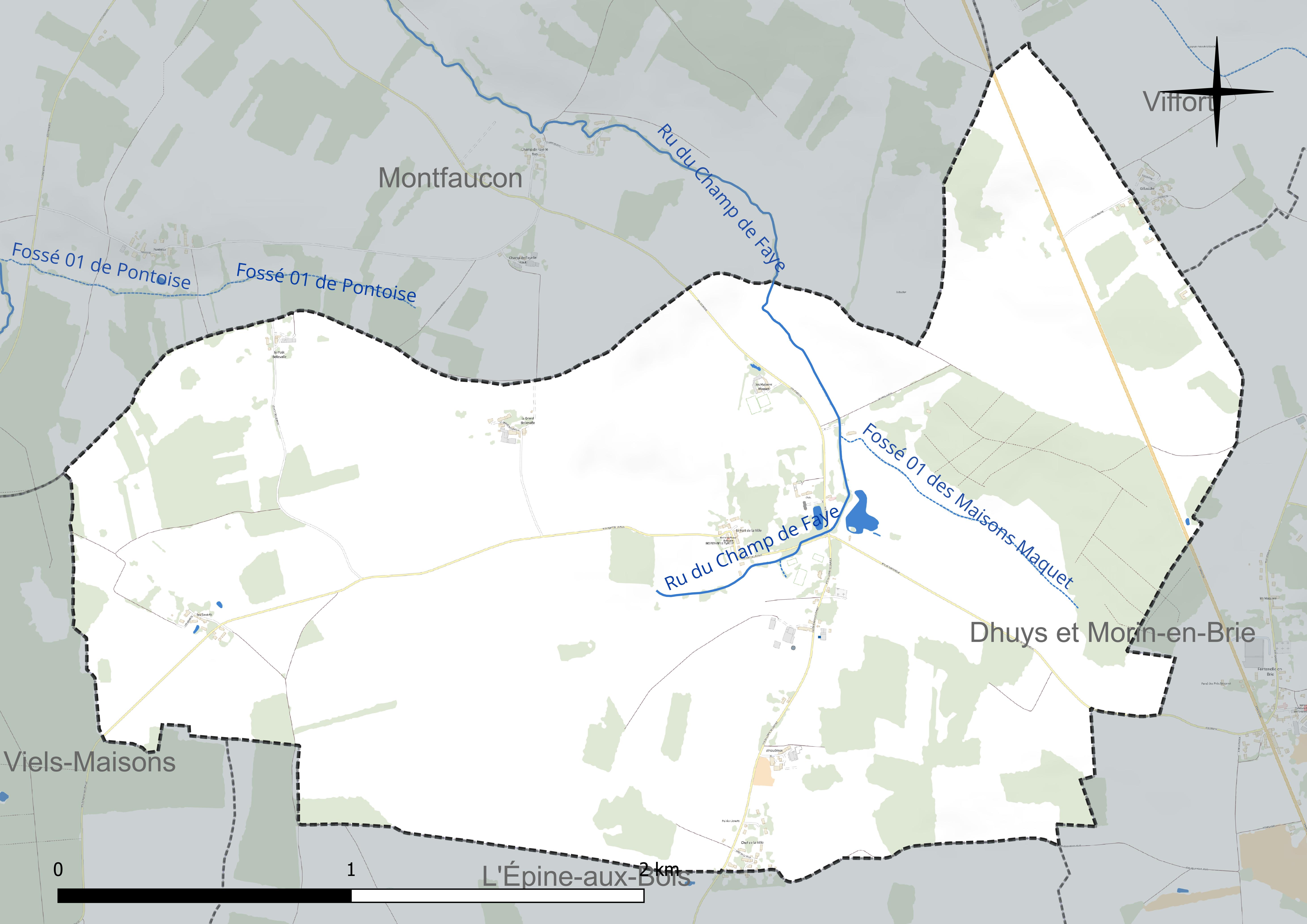
Réseau hydrographique de Rozoy-Bellevalle.

### Climat
Pour des articles plus généraux, voir Climat des Hauts-de-France et Climat de l'Aisne.
En 2010, le climat de la commune est de type climat océanique dégradé des plaines du Centre et du Nord, selon une étude du CNRS s'appuyant sur une série de données couvrant la période 1971-2000. En 2020, Météo-France publie une typologie des climats de la France métropolitaine dans laquelle la commune est exposée à un climat océanique altéré et est dans la région climatique Nord-est du bassin Parisien, caractérisée par un ensoleillement médiocre, une pluviométrie moyenne régulièrement répartie au cours de l'année et un hiver froid (3 °C).
Pour la période 1971-2000, la température annuelle moyenne est de 10,2 °C, avec une amplitude thermique annuelle de 15,5 °C. Le cumul annuel moyen de précipitations est de 799 mm, avec 12,3 jours de précipitations en janvier et 8,5 jours en juillet. Pour la période 1991-2020, la température moyenne annuelle observée sur la station météorologique la plus proche, située sur la commune de Blesmes à 13 km à vol d'oiseau, est de 10,6 °C et le cumul annuel moyen de précipitations est de 713,0 mm,. Pour l'avenir, les paramètres climatiques de la commune estimés pour 2050 selon différents scénarios d'émission de gaz à effet de serre sont consultables sur un site dédié publié par Météo-France en novembre 2022.

## Urbanisme

### Typologie
Au 1er janvier 2024, Rozoy-Bellevalle est catégorisée commune rurale à habitat très dispersé, selon la nouvelle grille communale de densité à 7 niveaux définie par l'Insee en 2022.
Elle est située hors unité urbaine. Par ailleurs la commune fait partie de l'aire d'attraction de Paris, dont elle est une commune de la couronne,.

### Occupation des sols
L'occupation des sols de la commune, telle qu'elle ressort de la base de données européenne d'occupation biophysique des sols Corine Land Cover (CLC), est marquée par l'importance des territoires agricoles (87,7 % en 2018), une proportion identique à celle de 1990 (87,7 %). La répartition détaillée en 2018 est la suivante : terres arables (72,9 %), prairies (14,6 %), forêts (12,3 %), zones agricoles hétérogènes (0,2 %).
L'évolution de l'occupation des sols de la commune et de ses infrastructures peut être observée sur les différentes représentations cartographiques du territoire : la carte de Cassini (XVIIIe siècle), la carte d'état-major (1820-1866) et les cartes ou photos aériennes de l'IGN pour la période actuelle (1950 à aujourd'hui).

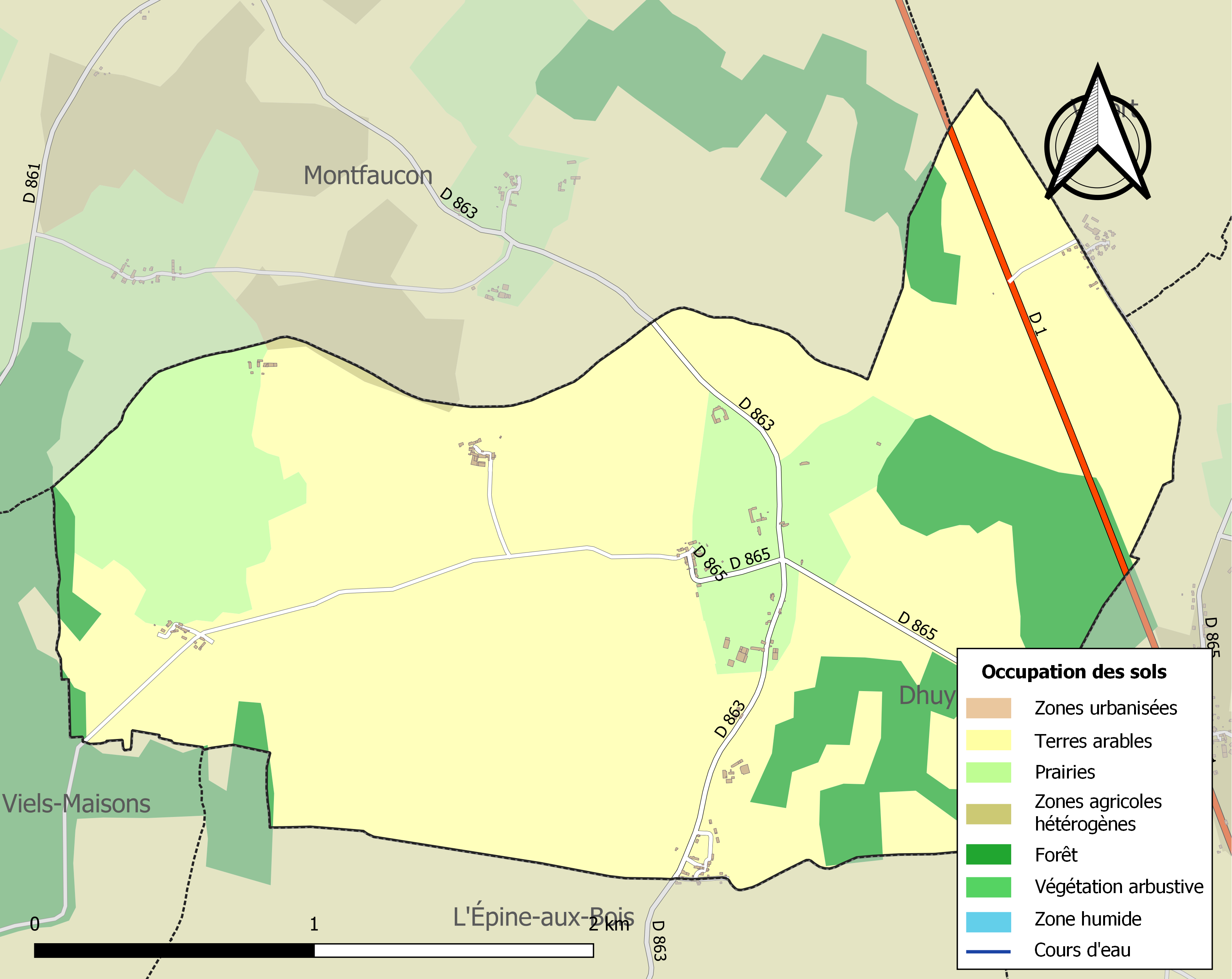
Carte de l'occupation des sols de la commune en 2018 (CLC).

## Toponymie

### Rozoy
Le nom de la localité est attesté sous les formes Rosoy-en-Brie (1386) ; Rosoy-Gastebled (1532) ; Rosiacum-in-Briâ (1538) ; Rozoi (1573) ; Rozoy-Gattebled (1683) ; Rozoy-Gastebled (1710) ; Rozoy-Bellevalle par décret en 1860.

Durant la Révolution, la commune porte le nom de Rozoy-Gatebled et ne reprend son nom antérieur qu'en 1860.
Voir Rozoy-le-Vieil

### Bellevalle (Grand et Petit)
C'est un ancien hameau de la commune, attesté sous les formes Territorium de Bellavalle (1154) ; In nemore de Beleval (1234) ; Belevale-Grand-et-Petit (carte de Cassini).
Le sens est « la belle vallée », « le beau vallon ».

## Politique et administration

### Découpage territorial
La commune de Rozoy-Bellevalle est membre de la communauté d'agglomération de la Région de Château-Thierry, un établissement public de coopération intercommunale (EPCI) à fiscalité propre créé le 1er janvier 2017 dont le siège est à Étampes-sur-Marne. Ce dernier est par ailleurs membre d'autres groupements intercommunaux.
Sur le plan administratif, elle est rattachée à l'arrondissement de Château-Thierry, au département de l'Aisne et à la région Hauts-de-France. Sur le plan électoral, elle dépend du  canton d'Essômes-sur-Marne pour l'élection des conseillers départementaux, depuis le redécoupage cantonal de 2014 entré en vigueur en 2015, et de la cinquième circonscription de l'Aisne  pour les élections législatives, depuis le dernier découpage électoral de 2010.

### Administration municipale
| Période                                  | Période                       | Identité        | Étiquette | Qualité                                   |
| ---------------------------------------- | ----------------------------- | --------------- | --------- | ----------------------------------------- |
| Les données manquantes sont à compléter. |                               |                 |           |                                           |
| avant 1988                               | ?                             | André Boin      |           |                                           |
| mars 2001                                | mars 2008                     | Serge Mary      |           |                                           |
| mars 2008                                | mai 2020                      | Françoise Semof | DVD       | Retraitée Réélue pour le mandat 2014-2020 |
| mai 2020                                 | En cours (au 13 juillet 2020) | Pascal Bollaert |           |                                           |

## Démographie
L'évolution du nombre d'habitants est connue à travers les recensements de la population effectués dans la commune depuis 1793. Pour les communes de moins de 10 000 habitants, une enquête de recensement portant sur toute la population est réalisée tous les cinq ans, les populations de référence des années intermédiaires étant quant à elles estimées par interpolation ou extrapolation. Pour la commune, le premier recensement exhaustif entrant dans le cadre du nouveau dispositif a été réalisé en 2004.

En 2022, la commune comptait 120 habitants, en évolution de +6,19 % par rapport à 2016 (Aisne : −1,97 %, France hors Mayotte : +2,11 %).
| 1793 | 1800 | 1806 | 1821 | 1831 | 1836 | 1841 | 1846 | 1851 |
| ---- | ---- | ---- | ---- | ---- | ---- | ---- | ---- | ---- |
| 151  | 200  | 208  | 200  | 185  | 174  | 191  | 182  | 192  |

| 1856 | 1861 | 1866 | 1872 | 1876 | 1881 | 1886 | 1891 | 1896 |
| ---- | ---- | ---- | ---- | ---- | ---- | ---- | ---- | ---- |
| 159  | 184  | 206  | 187  | 173  | 166  | 173  | 160  | 151  |

| 1901 | 1906 | 1911 | 1921 | 1926 | 1931 | 1936 | 1946 | 1954 |
| ---- | ---- | ---- | ---- | ---- | ---- | ---- | ---- | ---- |
| 162  | 182  | 155  | 138  | 125  | 135  | 127  | 113  | 92   |

| 1962 | 1968 | 1975 | 1982 | 1990 | 1999 | 2004 | 2006 | 2009 |
| ---- | ---- | ---- | ---- | ---- | ---- | ---- | ---- | ---- |
| 91   | 77   | 53   | 76   | 94   | 100  | 113  | 112  | 106  |

| 2014 | 2019 | 2022 | - | - | - | - | - | - |
| ---- | ---- | ---- | - | - | - | - | - | - |
| 117  | 123  | 120  | - | - | - | - | - | - |

## Lieux et monuments

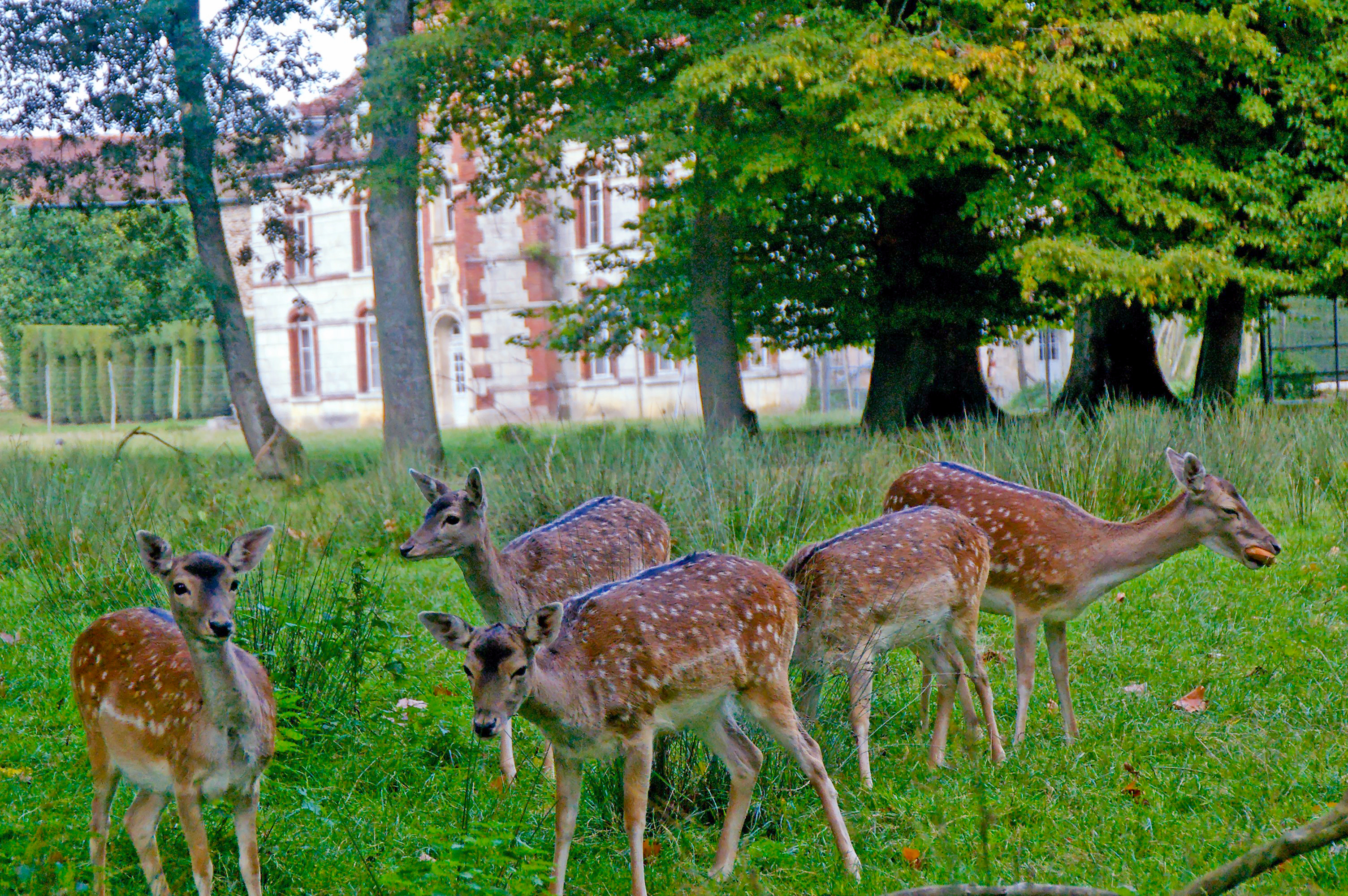
Daims dans le parc du château

Rozoy-Bellevalle s'appelait anciennement Rozoy-Gatebled (période révolutionnaire) ou Rozoy-en-Brie.
- Autel fut donné à Saint-Jean-des-Vignes par Hugues de Château-Thierry, en 1076.
- Château de Rozoy du XVIIe siècle est privé. Face à l'église, ce petit château privé fut la demeure du comte de La Vaulx, écrivain et ami de Jules Verne, mais aussi pionnier de l'aviation, ami de Jean Mermoz avec lequel il effectua la traversée de la Cordillère des Andes. Il fut le créateur de la marque « ZODIAC » qui fabriquait à l'époque des ballons dirigeables. Le parc de ce manoir est peuplé d'un élevage de daims et de cerfs.
- Tombeau de Henry de La Vaulx, pionnier de l'aviation, est visible dans le cimetière.
- Église  du XIIe siècle est sous la protection de saint Thibaud.

Deux arbres remarquables sont répertoriés sur le territoire de la commune :
- Chêne Jean de la Fontaine ;
- Vieux poirier.

## Personnalités liées à la commune

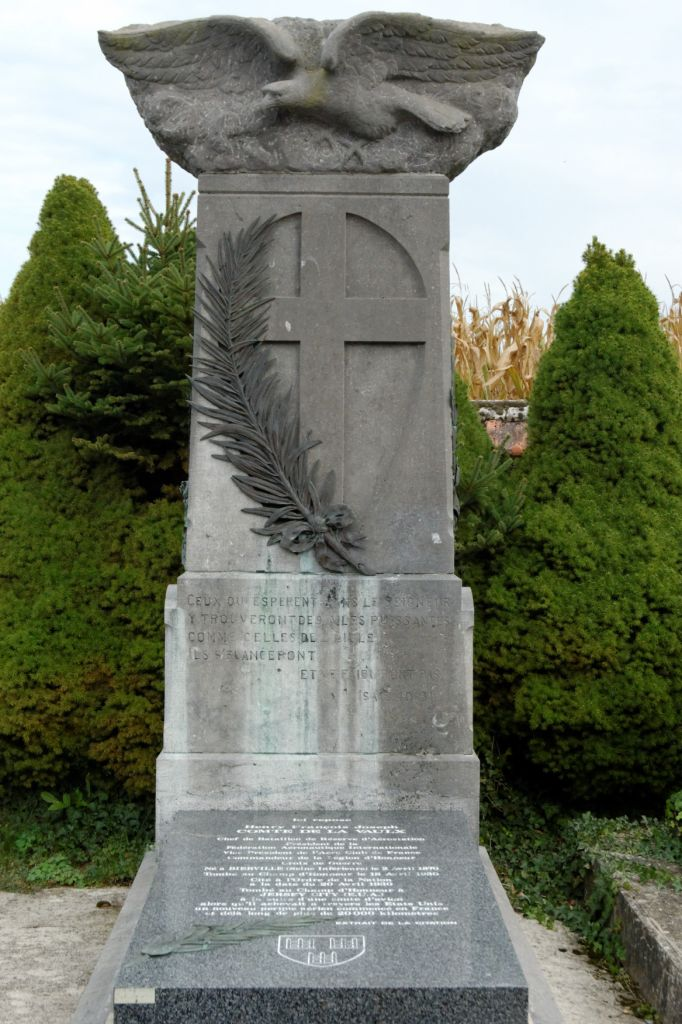
Tombe de Henri de la Vaulx.

Le comte Henry de La Vaulx, pionnier de l'aéronautique, habita le château (propriété privée). Explorateur en Patagonie, il fut recordman du monde de distance en ballon lors de l'Exposition universelle de 1900 à Paris, puis cofondateur du premier aéro-club, ainsi que de la Fédération aéronautique internationale. Il a consacré sa vie et sa fortune à des entreprises dans le domaine de l'aviation naissante (il est notamment le cofondateur de la société Zodiac). Il est mort aux États-Unis en 1930, dans un accident d'avion, au cours d'une mission pour la Fédération aéronautique internationale. Ses obsèques eurent lieu à Paris aux Invalides ; Henry de La Vaulx fut ensuite inhumé dans le cimetière du village. Une plaque y reprend les éléments importants de sa biographie.